# Pandanus calceiformis
Pandanus calceiformis är en enhjärtbladig växtart som beskrevs av Ugolino Martelli. Pandanus calceiformis ingår i släktet Pandanus och familjen Pandanaceae. Inga underarter finns listade.